# PGO
ПГО (PGO) — торговельна марка, власність компанії Motive Power Industry Co., Ltd., Тайванський виробник мото-техники.

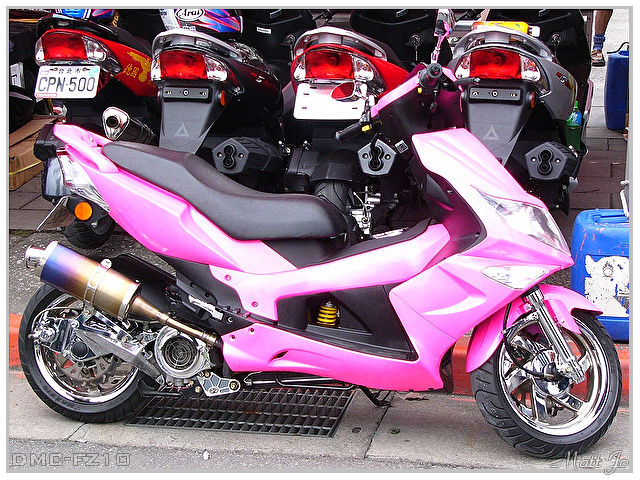
PGO G-MAX

PGO (Motive Power Industry Co., Ltd.) була заснована у 1964 році як один з піонерів по виробництву скутерів в Тайвані. У 1972 році було підписано контракт з Piaggio (Італія) і до 1982 року була тісна технологічна співпраця з цим всесвітньо відомим концерном. Результатом співпраці була розробка і виробництво великої кількості популярних скутерів і прийняття їх у всьому світі. Після закінчення контракту співпраця не зупинилась, а перейшла в іншу площину дій. Motive Power Industry та Piaggio досі співпрацюють в багатьох проектах і використовують спільні розробки і патентні технології.
Motive Power Industry почала інтенсивно розвивати свій бренд з 1986 року, коли встановила тісну співпрацю з Société Commerciale Euro-Taiwanaise (EUROTAI) яка стала ексклюзивним експортним партером, яким залишається і сьогодні. EUROTAI у 1988 році успішно представила марку PGO як перший тайванський скутер у Європі.
EUROTAI забезпечує стратегію розвитку, маркетинг та інші напрямки, які роблять марку PGO відому і популярну у світі. Motive Power Industry Co., Ltd. зосередила свою діяльність у технологічному напрямку — розробка і виробництво скутерів, трициклів, квадроциклів, багі.
У 2012 році модельний ряд PGO складає:
Ligero — 50, 125

Ligero RS (Black Magic) — 50

Big Max — 50

PMS — 50, 110

PMX — 50, 110

PMX Naked — 50, 110

TR3 — 50, 150

G-MAX (M2, Apollo) — 50, 125, 150, 220

Libra — 50, 125, 150

Tigra — 125

X-Hot — 50, 125, 150

T-Rex — 50, 125, 150

J-Bubu — 115

Idep (eWave)

Bug Rider — 50, 150, 200, 250

Bug Racer — 500, 600